# Municipio de Wards Grove
El municipio de Wards Grove (en inglés: Wards Grove Township) es un municipio ubicado en el condado de Jo Daviess en el estado estadounidense de Illinois. En el año 2010 tenía una población de 224 habitantes y una densidad poblacional de 4,83 personas por km².

## Geografía
El municipio de Wards Grove se encuentra ubicado en las coordenadas 42°19′39″N 89°57′5″O / 42.32750, -89.95139. Según la Oficina del Censo de los Estados Unidos, el municipio tiene una superficie total de 46.35 km², de la cual 46,35 km² corresponden a tierra firme y (0 %) 0 km² es agua.

## Demografía
Según el censo de 2010, había 224 personas residiendo en el municipio de Wards Grove. La densidad de población era de 4,83 hab./km². De los 224 habitantes, el municipio de Wards Grove estaba compuesto por el 98,21 % blancos, el 0,45 % eran afroamericanos, el 0,45 % eran asiáticos y el 0,89 % eran de una mezcla de razas. Del total de la población el 2,68 % eran hispanos o latinos de cualquier raza.